# Lucas Severino
Pour les articles homonymes, voir Lucas et Severino.
Lucas Severino, dit Lucas, né le 3 janvier 1979 au Brésil, est un footballeur brésilien. Attaquant, il est transféré à 20 ans de l'Atlético Paranaense au Stade rennais pour une somme de 21 millions d'euros qui constituait alors le plus haut transfert du club breton, son passage est cependant un échec sportif où il reste trois saisons. Il est ensuite prêté à différents clubs brésiliens avant de partir au Japon. Là-bas, il joue d'abord avec le FC Tokyo durant quatre saisons où il remporte la Coupe de la Ligue japonaise puis signe en 2008 à Gamba Osaka. Avec ce dernier, il est l'un des principaux artisans du succès dans la Ligue des champions de l'AFC 2008 et termine troisième de la Coupe du monde des clubs 2008.

## Carrière
Brillant en championnat brésilien, Lucas Severino est sélectionné en équipe brésilienne des moins de 23 ans. Il a joué pour la sélection du Brésil aux Jeux olympiques 2000 en Australie. De grands espoirs sont ainsi portés sur lui : Massimo Moratti le considère comme le « futur Ronaldo »[réf. nécessaire].
En 2000, il est transféré au Stade rennais, qui souffle le joueur à l'Olympique de Marseille contre 150 millions de francs (soit plus de 21 millions d'euros), pour remplacer Shabani Nonda parti à l'AS Monaco, battant ainsi le record de transfert du club. Dès ses premiers entraînements, ses coéquipiers constatent qu'il n'a pas les capacités de buteur attendues lors de l'annonce de son arrivée. Le club réalise une bonne saison malgré les performances médiocres de Lucas, qui n'inscrit que 4 buts en 28 matchs. On explique ces contre-performances par le fait qu'il ne joue jamais au poste qui lui correspond le mieux, le système rennais n'étant pas adapté à son jeu[réf. nécessaire]. Par ailleurs, la pression énorme et les attentes faisant suite aux commentaires élogieux et au montant de son transfert semblent être trop lourdes à porter pour le joueur. Il reste cependant dans l'équipe la saison suivante, et signe un bilan encore pire avec seulement 2 buts en 33 matchs de Division 1. Des deux côtés, club et joueur, le constat d'échec est clair. 
Lucas Severino semble avoir perdu confiance. Le Stade rennais le prête à Cruzeiro puis au Corinthians dans l'espoir de le relancer. Lors de son retour en 2003, il participe à 11 matchs de championnat avec le club breton, sans marquer un seul but. Pour le club, et son actionnaire François Pinault, il devient le symbole, avec Mario Hector Turdó, d'une politique de transferts dépensière et inefficace. Cet échec initie une profonde réflexion sur la formation, qui devient une spécialité du club.
En 2004, le Stade rennais se sépare du joueur, qui rejoint le FC Tokyo, au Japon, où il retrouve une place de titulaire. Il y retrouve confiance et efficacité devant le but et remporte la Coupe de la Ligue japonaise en 2004. Après quatre saisons à Tokyo, il est transféré à Gamba Osaka. Avec ce dernier, Lucas est l'un des joueurs décisifs permettant au club de s'adjuger la Ligue des champions de l'AFC 2008 où il inscrit trois des cinq buts de son équipe en finale aller-retour contre Adelaide United et la Coupe du Japon 2008, enfin il participe activement à la troisième place d'Osaka à la Coupe du monde de football des clubs 2008.
En janvier 2011, il retourne au Brésil et s'engage avec son ancien club, l'Atlético Paranaense avant de revenir durant l'été au FC Tokyo.

## Clubs professionnels
- 1996-1997 :  Botafogo FC (Ribeirão Preto)
- 1998-2000 :  Atlético Paranaense
- 2000-déc. 2003 :  Stade rennais
  - 2002 : Prêt  Cruzeiro EC
  - 2003 : Prêt  Corinthians
- 2004-déc. 2007 :  FC Tokyo
- jan. 2008-déc. 2010 :  Gamba Osaka
- jan. 2011-mai 2011 :  Atlético Paranaense
- juillet 2011- :  FC Tokyo

## Palmarès
- Vainqueur de la Ligue des champions de l'AFC : 2008 (Gamba Osaka)
- Troisième de la Coupe du monde des clubs : 2008 (Gamba Osaka)
- Vainqueur de la Coupe du Japon : 2008,2009 (Gamba Osaka) et 2011 (FC Tokyo)
- Vainqueur de la Coupe de la Ligue japonaise : 2004 (FC Tokyo)
- Finaliste de la Supercoupe du Japon : 2009 et 2010 (Gamba Osaka)
- Championnat du Japon D2 : 2011 (FC Tokyo)